# Erdling (Band)/Diskografie
Diese Diskografie ist eine Übersicht über die musikalischen Werke der deutschen Metalband Erdling. Ihre erfolgreichste Veröffentlichung ist das dritte Studioalbum Dämon, das mit Rang 43 der deutschen Albumcharts die beste Chartnotierung der Band darstellt.

## Alben

### Studioalben
| Jahr | Titel Musiklabel                 | Höchstplatzierung, Gesamtwochen, AuszeichnungChartplatzierungen (Jahr, Titel, Musiklabel, Platzierungen, Wochen, Auszeichnungen, Anmerkungen) | Höchstplatzierung, Gesamtwochen, AuszeichnungChartplatzierungen (Jahr, Titel, Musiklabel, Platzierungen, Wochen, Auszeichnungen, Anmerkungen) | Höchstplatzierung, Gesamtwochen, AuszeichnungChartplatzierungen (Jahr, Titel, Musiklabel, Platzierungen, Wochen, Auszeichnungen, Anmerkungen) | Anmerkungen                            |
| Jahr | Titel Musiklabel                 | DE | AT | CH | Anmerkungen                            |
| ---- | -------------------------------- | --- | --- | --- | -------------------------------------- |
| 2016 | Aus den Tiefen Out of Line (RTD) | DE64 (1 Wo.)DE | — | — | Erstveröffentlichung: 22. Januar 2016  |
| 2017 | Supernova Out of Line (RTD)      | DE56 (1 Wo.)DE | — | — | Erstveröffentlichung: 17. März 2017    |
| 2018 | Dämon Out of Line (RTD)          | DE43 (1 Wo.)DE | — | — | Erstveröffentlichung: 27. Juli 2018    |
| 2020 | Yggdrasil Out of Line (RTD)      | DE45 (1 Wo.)DE | — | — | Erstveröffentlichung: 10. Januar 2020  |
| 2021 | Helheim Out of Line (RTD)        | DE66 (1 Wo.)DE | — | — | Erstveröffentlichung: 3. Dezember 2021 |
| 2023 | Bestia Out of Line (RTD)         | DE44 (1 Wo.)DE | — | — | Erstveröffentlichung: 28. April 2023   |

### EPs
| Jahr | Titel Musiklabel                            | Anmerkungen                            |
| ---- | ------------------------------------------- | -------------------------------------- |
| 2018 | Dämon – The Secret Tracks Out of Line (RTD) | Erstveröffentlichung: 26. Juli 2018    |
| 2021 | Leuchtfeuer Out of Line (RTD)               | Erstveröffentlichung: 4. November 2021 |

## Singles
| Jahr | Titel Album                     | Anmerkungen                                              |
| ---- | ------------------------------- | -------------------------------------------------------- |
| 2015 | Blitz und Donner Aus den Tiefen | Erstveröffentlichung: 16. Oktober 2015                   |
| 2016 | Mein Element Supernova          | Erstveröffentlichung: 2. Dezember 2016                   |
| 2018 | Tieftaucher Dämon               | Erstveröffentlichung: 18. Juni 2018                      |
| 2019 | Wir sind Midgard Yggdrasil      | Erstveröffentlichung: 22. März 2019                      |
| 2019 | Im Namen der Krähe Yggdrasil    | Erstveröffentlichung: 5. Juli 2019 feat. Robse Dahn      |
| 2019 | Wölfe der Nacht Yggdrasil       | Erstveröffentlichung: 29. November 2019 feat. Chris Pohl |
| 2019 | Am heiligen Hain Yggdrasil      | Erstveröffentlichung: 20. Dezember 2019                  |
| 2021 | Fimbulwinter Helheim            | Erstveröffentlichung: 8. Juni 2021 feat. Julie Elven     |
| 2022 | Deus Bestia                     | Erstveröffentlichung: 10. November 2022                  |
| 2023 | Freiheit Bestia                 | Erstveröffentlichung: 26. Januar 2023                    |
| 2023 | Eis und Feuer Bestia            | Erstveröffentlichung: 23. Februar 2023                   |
| 2024 | Miasma –                        | Erstveröffentlichung: 8. November 2024                   |
| 2025 | Ohne uns –                      | Erstveröffentlichung: 6. März 2025                       |
| 2025 | Los los los –                   | Erstveröffentlichung: 25. April 2025                     |

## Musikvideos
| Jahr | Titel                              | Regie                          |
| ---- | ---------------------------------- | ------------------------------ |
| 2015 | Blitz und Donner                   | Chiara Cerami, Matteo Fabbiani |
| 2017 | Absolutus Rex                      | Moritz Maibaum                 |
| 2018 | Wieso weshalb warum                | Mirko Witzki                   |
| 2019 | Wir sind Midgard                   | Nils Freiwald                  |
| 2019 | Wölfe der Nacht                    | 3HE Studios                    |
| 2019 | Am heiligen Hain                   | Nils Freiwald                  |
| 2021 | Fimbulwinter                       | Nils Freiwald                  |
| 2021 | Der Mensch verdient die Erde nicht |                                |
| 2022 | Deus                               | Nils Nitschke                  |
| 2023 | Bestia                             | Nils Freiwald, Nils Nitschke   |
| 2025 | Los los los                        | Salle Visuals                  |

## Sonderveröffentlichungen

### Alben
| Jahr | Titel Musiklabel                                  | Anmerkungen                                                                    |
| ---- | ------------------------------------------------- | ------------------------------------------------------------------------------ |
| 2016 | Aus den Tiefen – Bonus Remix-EP Out of Line (RTD) | Erstveröffentlichung: 22. Januar 2016 Teil von Aus den Tiefen (Deluxe Edition) |
| 2017 | Supernova – Bonus Remix-EP Out of Line (RTD)      | Erstveröffentlichung: 17. März 2017 Teil von Supernova (Deluxe Edition)        |
| 2020 | Erdling – 2015–2020: Die Demos Out of Line (RTD)  | Erstveröffentlichung: 10. Januar 2020 Teil von Yggdrasil (Deluxe Edition)      |
| 2021 | Helheim – Bonus Akustik-EP Out of Line (RTD)      | Erstveröffentlichung: 3. Dezember 2021 Teil von Helheim (Deluxe Edition)       |

### Lieder
| Jahr | Titel Album                       | Anmerkungen                                                  |
| ---- | --------------------------------- | ------------------------------------------------------------ |
| 2024 | Exit Game Voodoo (Deluxe Edition) | Erstveröffentlichung: 25. Oktober 2024 Harpyie feat. Erdling |

| Jahr | Titel Album                                        | Anmerkungen                                                              |
| ---- | -------------------------------------------------- | ------------------------------------------------------------------------ |
| 2015 | Neugeboren (Erdling Remix) Schweigen / Seelenblind | Erstveröffentlichung: 7. August 2015 Interpretation: Unzucht             |
| 2016 | Moldau (Erdling Rework) Ultra – Das dritte Ohr     | Erstveröffentlichung: 22. Januar 2016 Interpretation: Ost+Front          |
| 2016 | Blut für Blut (Erdling Version) The Love of God EP | Erstveröffentlichung: 13. Mai 2016 Interpretation: Lord of the Lost      |
| 2016 | Walked the Line (Erdling Rebuild) Peak & Decay     | Erstveröffentlichung: 22. Juli 2016 Interpretation: Chrom                |
| 2016 | Helmut (Erdling Remix) Rummelsnuff & Asbach        | Erstveröffentlichung: 2. September 2016 Interpretation: Rummelsnuff      |
| 2017 | Inorganic (Erdling Reinterpretation) Inorganic EP  | Erstveröffentlichung: 29. September 2017 Interpretation: Randolph’s Grin |

| Jahr | Titel Album                         | Anmerkungen                        |
| ---- | ----------------------------------- | ---------------------------------- |
| 2021 | Entität LOTL+ – The Song Experiment | Erstveröffentlichung: 2. Juli 2021 |

## Statistik

### Chartauswertung
|                     | DE    | AT    | CH    |
| ------------------- | ----- | ----- | ----- |
| Nummer-eins-Alben   | DE—DE | AT—AT | CH—CH |
| Top-10-Alben        | DE—DE | AT—AT | CH—CH |
| Alben in den Charts | DE6DE | AT—AT | CH—CH |